# Ферро, Тициано
Тициано Ферро (итал. Tiziano Ferro) — итальянский певец, композитор и автор песен.
На протяжении своей карьеры он также пел на испанском, английском, французском и португальском языках. Его альбомы были проданы тиражом более 15 миллионов копий по всему миру, в основном в Европе и Латинской Америке, и за свою двадцатилетнюю карьеру он получил множество наград и номинаций среди самых важных на национальном и международном уровнях.

## Биография

### Детство и юность
Тициано Ферро родился 21 февраля 1980 года в городе Латина в регионе Лацио, в семье геодезиста, Серджо Ферро, и домохозяйки, Джулианы. У Тициано Ферро также есть младший брат Флавио, который на 11 лет его моложе.
Тициано увлекся музыкой уже в возрасте 5 лет, когда на Рождество ему подарили игрушечный синтезатор. Тогда он и начал сочинять первые простые песни и мелодии, записывая их на магнитофон. Две написанных им в семилетнем возрасте в 1987 году композиции, «Небеса» и «Глаза», помещены в альбом «Nessuno è solo» в качестве скрытых треков.
В 1996 в возрасте шестнадцати лет, он присоединился к Евангельскому хору Латинского хора Евангелия «Большая душа», и влюбился в ритм и настроение афроамериканской музыки.
Между 1996 и 1997 участвовал в дистанционных курсах по дубляжу фильмов и начал работать диктором на нескольких радиостанциях своего города (Musica Radio и Radio Luna).
В это же время он играл на фортепиано в различных барах и клубах, а также выступал на улицах с собственной хип-хоп группой Q4, участвуя в караоке-конкурсах.
В 1997 году он поступил в Академию песни Сан-Ремо, с песней «Когда ты вернешься». Считается, что это первая песня, официально написанная автором. Он намеревался участвовать в следующем Фестивале Сан-Ремо в 1998 году, но так же, как и его подруга из родного города Латина, Tania Frison, не прошёл отборочный этап.
Через год, в 1999 году, Тициано Ферро снова участвовал в конкурсе с песней «Когда ты вернешься» и вошёл в число 12 финалистов, но не выиграл ни одного из трёх первых мест.
В этом же году совместно с рэп-группой A.T.P.C. спел песню «На моей коже», вошедшую в альбом Душа и тело.
В 1999 сдал государственный экзамен в лицее Этторе Майорана в городе Латина с результатом 55/60, участвовал в летних гастролях рэп-группы Sottotono в качестве бэк-вокалиста. Принял решение поступить на инженерный факультет Университета «La Sapienza» в Риме.
В 2000 пишет текст песни Angelo mio (Ангел мой), итальянской версии песни Angel of Mine, исполненной Моникой.

### Дебютный альбомRosso relativo (Относительно красное)
В 2001 году Ферро заключит контракт с EMI. 22 июня 2001 вышел его дебютный сингл Xdono известный также как Perdono (Прощение). Песня вскоре становится хитом. Она вошла в дебютный альбом Rosso relativo, вышедший 26 октября 2001 года. После коммерческого успеха, достигнутого в Италии, в 2002 году альбом был выпущен в нескольких европейских странах . Испаноязычная версия альбома, под названием Rojo Relativo, также, была выпущена в Испании и Латинской Америке. «Rоsso Relativo» добилась успеха во всех изданиях и была продана тиражом более 1 000 000 копий по всему миру к 2004 году, согласно EMI Music. Альбом позволил Ферро получить номинацию Лучшего Нового Артиста на Латинской Грэмми 2003 года.

### Второй студийный альбом111
Альбом вышел 7 ноября 2003 года. Он был записан на итальянском и испанском языках. 111 был продан тиражом более 1 000 000 копий по всему миру, возглавив Мексиканский альбомный чарт и был назван четыре раза платиновым в Италии, согласно внутренним продажам, превышающим 450 000 копий. После успеха альбома, Ферро был назван лучшим итальянским артистом на MTV Europe Music Awards 2004 в Риме.
В июле 2004 года Ферро выпустил в Европе свой первый англоязычный сингл, совместно с британской R&B певицей, Джамелией, который они исполнили на Олимпийских играх 2004 года в Афинах, Греция.
Ферро жил в Мексике в эти годы, сначала в Куэрнаваке, а затем в Пуэбле. Он изучал там испанский язык в университете, который окончил в августе 2005 года.

### Nessuno è solo / Nadie está solo
Третий альбом вышел 23 июня 2006.

### Alla mia età / A mi edad
Альбом выпущен 7 ноября 2008 года.

### L’amore è una cosa semplice / El amor es una cosa simple
Альбом вышел 28 ноября 2011.

## Дискография
- 2001 — Rosso relativo
- 2003 — 111
- 2006 — Nessuno è solo
- 2008 — Alla mia età
- 2011 — L’amore é una cosa semplice
- 2016 — Il mestiere della vita

## Видеография
- 2009 — Alla mia età — Live in Rome

## Награды
World Music Awards
- 2010: Самый продаваемый итальянский артист в 2009

MTV Europe Music Awards
- 2004: Лучший итальянский артист
- 2006: Лучший итальянский артист

TRL Awards — MTV Italia
- 2007: Человек года
- 2007: Лучший «собиратель площадей»
- 2008: Человек года

Wind Music Awards
- 2007: Премия за альбом Nessuno è solo
- 2009: Премия за альбом Alla mia età
- 2010: Премия за платиновый DVD Alla mia età — Live in Rome
- 2013: Премия за платиновый альбом L’amore è una cosa semplice

Kids' Choice Awards
- 2006: Лучший итальянский певец
- 2007: Лучший итальянский певец